# Umbra (geslacht)
Umbra is een geslacht van straalvinnige vissen uit de familie van hondsvissen (Umbridae). Het geslacht is voor het eerst wetenschappelijk beschreven in 1777 door Kramer in Scopoli.

## Soorten
- Umbra krameri Walbaum, 1792
- Umbra limi (Kirtland, 1840)
- Umbra pygmaea (De Kay, 1842) – Amerikaanse hondsvis